# Зерновой (Оренбургская область)
Зерновой — посёлок в Ташлинском районе Оренбургской области в составе Яснополянского сельсовета.

## География
Располагается на расстоянии примерно 15 километров по прямой на восток-юго-восток от районного центра села Ташла.

## Население
Постоянное население составляло 267 человек в 2002 году (русские 80 %), 261 в 2010 году.